# Prystaw
Prystaw (ros. пристав, trb. pristaw, trl. pristav) – niekiedy przystaw:
1. w dawnej Rusi oznaczający przybocznego żołnierza w drużynie – odpowiednik staropolskiego draba, trabanta, drabanta lub hajduka – lub zaufanego (zausznika w znaczeniu dawn.) kniazia lub cara
2. funkcjonariusz publiczny lub sądowy w dawnym Księstwie Moskiewskim lub Rosji,
3. w policji w Rosji – odpowiednik komisarza policji od 1837 do rewolucji lutowej 1917.
4. komornik we współczesnej Rosji

Prystaw w języku rosyjskim od czasownika: приставать – trb. – pristawat’  – polski przystać w znaczeniu: przyłączyć się do jakiejś grupy, organizacji – historycznie miał szerokie znaczenie; w Nowogrodzie oznaczał urzędnika sądowego podobnie, jak woźny sądowy, w Księstwie Moskiewskim pełnił funkcje wykonawcze w służbie publicznej – np. nadzór nad obcymi delegacjami i dyplomatami. Prystawi mogli być carscy, cerkiewni – związani z archirejem. Od 1837 jako państwowa funkcja policyjna – porównywana z komisarzem policji. Od 1868 podlegali uriadnikom (ros. уря́дник). W Rosji, w znaczeniu policjanta, skasowany po 1917, istnieje współcześnie jako komornik – funkcjonariusz publiczny Federacji Rosyjskiej (ros. судебный пристав, trb. sudiebnyj pristaw, dosłownie "prystaw sądowy").
W języku polskim wyraz pochodzenia staroruskiego przyjęty na Litwie w XVI w., używany w przekładach rosyjskiej literatury pięknej (np. Borys Godunow Aleksandra Puszkina) lub w odniesieniu do dawnej Rusi i Rosji – obecnie archaizm.

## Przykłady
1. "stan: 1. część powiatu zależąca od stanowego prystawa czyli asesora" [w:] Jan Karłowicz: Słownik gwar polskich. T. 5: R S Ś T. Kraków: Akademia Umiejętności, 1907, s. 222.
2. "... przyjechał do fabryki komisarz policyjny – prystaw, jak go tytułują w Rosji – z miną okropnie zakłopotaną." [za:] 7 Kolporterka. W: Józef Piłsudski: Bibuła – walka rewolucyjna w zaborze rosyjskim. Warszawa: 1937. [dostęp 2009-05-05]. (pol.). Brak numerów stron w książce
3. "....Opodal stała grupa policjantów. Od niej to oderwał się nagle prystaw Mazur, podszedł podniecony do policmajstra meldując, że przed chwilą rewirowy Szalin otrzymał od swego tajnego donosiciela Bronka Kubisia wiadomość,..." za: Eugeniusz Ajnenkiel: Oblężony na Jasnej Górze. [dostęp 2009-05-05]. [zarchiwizowane z tego adresu (2 grudnia 2008)]. (pol.).
4. prystaw pierwszy, prystaw drugi [w:] obsada: Borys Godunow (dramat) Aleksandra Puszkina w przekładzie Seweryna Pollaka [za:] Borys Godunow –  Aleksander Puszkin. e-teatr.pl. [dostęp 2009-05-05]. (pol.).
5. "Niedawno przybył do miasteczka nowy prystaw i zaczął twardą ręką sprawować rządy." [za:] Mendele Mojcher Sforim, Podróże Beniamina Trzeciego
6. "Pośrodku między nimi w karocy – przystawowie królewscy" [w:] Tadeusz Prus-Faszczewski: Symbol chwały wojennej Polski wstaje z ruin. Tygodnik Ilustrowany, 8 stycznia 1939, 2 (4,082) s. 31-32. [dostęp 2009-07-08]. (pol.).

## Powszechne błędy
Tłumaczenie ros. prystaw jako policjant lub oficer policji lub tajny agent (znaczenie 3) w odniesieniu do historycznej Rusi jest anachronizmem, gdy trudno mówić o działaniu współcześnie rozumianej policji; dotyczy osób dramatu Aleksandra Puszkina Borys Godunow i postaci opery Modesta Musorgskiego Borys Godunow: Prystaw pierwszy, Prystaw drugi.